# Ivan Jurkovič (Erzbischof)

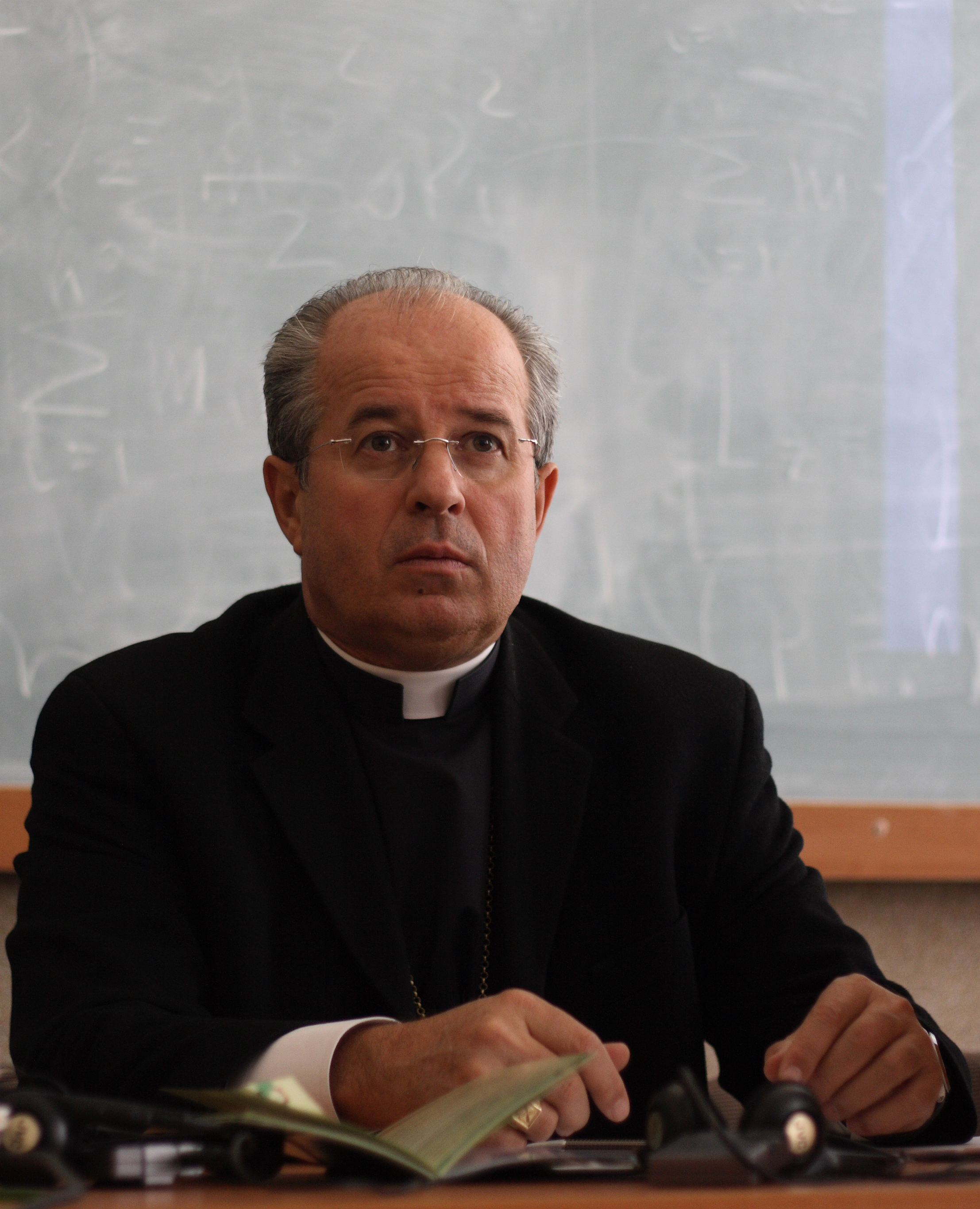
Erzbischof Ivan Jurkovič

Erzbischofswappen von Ivan Jurkovič

Ivan Jurkovič (* 10. Juni 1952 in Kočevje, Jugoslawien) ist ein slowenischer Geistlicher, römisch-katholischer Erzbischof und Diplomat des Heiligen Stuhls.

## Leben
Ivan Jurkovič empfing am 29. Juni 1977 die Priesterweihe durch Erzbischof Jože Pogacnik und wurde in das Erzbistum Ljubljana inkardiniert. Er studierte Katholische Theologie an der Theologischen Fakultät der Universität Ljubljana. 1988 wurde er in Kanonischem Recht promoviert. Nach einem Studium an der Päpstlichen Diplomatenakademie in Rom trat er am 1. Mai 1984 in den diplomatischen Dienst des Heiligen Stuhls ein.
Er war Sekretär an der Nuntiatur in Südkorea (1984–1988) und Auditor an der Nuntiatur in Kolumbien (1988–1992) sowie Berater an der Vertretung des Heiligen Stuhls in der Russischen Föderation (1992–1996) und Berater bei der Organisation für Sicherheit und Zusammenarbeit in Europa (OSZE). Von 1993 bis 1996 lehrte er Kanonisches Recht am St. Thomas Aquinas Catholic Theological College (heute Saint Thomas Institute Moscow). Anschließend war er im Staatssekretariat des Heiligen Stuhls tätig. 1997 wurde er zum Ehrenprälaten Seiner Heiligkeit ernannt.
Papst Johannes Paul II. ernannte ihn 2001 zum Titularerzbischof von Krbava und bestellte ihn zum Apostolischen Nuntius in Belarus. Die Bischofsweihe spendete ihm am 6. Oktober 2001 in Ljubljana der Kurienkardinal Angelo Sodano; Mitkonsekratoren waren Franc Rodé CM, Erzbischof von Ljubljana, und Erzbischof Edmond Y. Farhat, Nuntius in Slowenien. 2004 wurde er zum Nuntius in der Ukraine bestellt.
Am 19. Februar 2011 wurde er durch Papst Benedikt XVI. zum Apostolischen Nuntius in Russland ernannt. Vorausgegangen war ein Besuch des russischen Präsidenten Dmitri Medwedew bei Papst Benedikt XVI. am 17. Februar 2011. Jurkovič folgt dem italienischen Erzbischof Antonio Mennini.
Papst Franziskus ernannte ihn am 13. Februar 2016 zum Ständigen Beobachter des Heiligen Stuhls bei den Behörden der Vereinten Nationen in Genf und bei der Welthandelsorganisation.
Am 5. Juni 2021 ernannte ihn Papst Franziskus zum Apostolischen Nuntius in Kanada; das Amt war seit Dezember 2020 vakant.
Ivan Jurkovič ist Großkreuz-Konventualkaplan des Malteserordens. Er spricht fließend die Sprachen Slowenisch, Italienisch, Englisch, Russisch, Spanisch, Deutsch, Französisch, Kroatisch und Ukrainisch.

## Schriften
- Marriage Law. Moskau 1993.
- Canon Law on the People of God. Moskau 1993.
- Latin-Russian Dictionary of Terms and Expressions of the Code of Canon Law. Moskau 1995, zusammen mit A. Koval.
- Canon Law on the People of God and Marriage. Moskau 2000 (2. Auflage).